# Daniss Jenkins
Daniss Jenkins (San Antonio, Texas; 17 de agosto de 2001) es un baloncestista estadounidense que pertenece a la plantilla de los Detroit Pistons de la NBA, con un contrato dual que le permite además jugar con su filial en la G League, los Motor City Cruise. Con 1,93 metros de estatura, juega en la posición de base.

## Trayectoria deportiva

### Universidad
Jugó dos temporadas con los Tigers de la Universidad del Pacífico, en las que promedió 8,4 puntos, 1,9 rebotes y 1,5 asistencias por partido.
En 2021 fue transferido al Odessa College de la NJCAA, donde jugó una temporada, siendo incluido en el primer equipo All-American de la categoría, tras promediar 15,0 puntos y 5,3 asitencias por partido. Regresó a la NCAA de la mano de los Gaels de la Universidad de Iona, con los que jugó una temporada en la que promedió 15,6 puntos, 4,4 rebotes y 4,9 asistencias, siendo incluido en el segundo mejor quinteto de la Metro Atlantic Athletic Conference.
Jugó una quinta temporada con los Red Storm de la  Universidad St. John's, en la que promedió 14,9 puntos y 5,4 asistencias por encuentro, siendo incluido en el segundo mejor quinteto de la Big East Conference.

### Profesional
Tras no ser elegido en el Draft de la NBA de 2024, el 6 de julio firmó un contrato dual con los Detroit Pistons y su filial de la G League, los Motor City Cruise.

## Estadísticas de su carrera en la NBA

### Temporada regular
| Año     | Equipo  | PJ | PT | MPP | %TC  | %3P  | %TL  | RPP | APP | ROB | TPP | PPP |
| ------- | ------- | -- | -- | --- | ---- | ---- | ---- | --- | --- | --- | --- | --- |
| 2024-25 | Detroit | 7  | 0  | 3.3 | .300 | .143 | .000 | .3  | .4  | .0  | .0  | 1.0 |
| Total   | Total   | 7  | 0  | 3.3 | .300 | .143 | .000 | .3  | .4  | .0  | .0  | 1.0 |